# Katastrofa lotu Merpati Nusantara Airlines 724
Katastrofa lotu Merpati Nusantara Airlines 724 – wypadek lotniczy, który wydarzył się 1 lipca 1993 roku niedaleko portu lotniczego w Sorong w Indonezji. Samolot typu Fokker F28 indonezyjskich linii lotniczych Merpati Nusantara Airlines rozbił się w cieśninie Sele podczas lądowania. Z 43 osób przeżyły dwie.

## Samolot
Samolotem, który brał udział w wypadku był Fokker F28 Fellowship 3000 należący do indonezyjskich linii lotniczych Merpati Nusantara Airlines. Posiadał numer rejestracyjny PK-GFU oraz numer seryjny 11131.

## Przebieg wypadku
1 lipca 1993 roku samolot podchodził do lądowania na drodze startowej nr 22 lotniska Jefman w Sorong. Widoczność była ograniczona z powodu dużego opadu deszczu. Pilot nie zauważył, że wysokość samolotu była niewystarczająca, w wyniku czego samolot uderzył we wzniesienie, położone około 3000 stóp (910 m) od pasa startowego nr 22. Uderzenie oderwało lewe podwozie, a samolot rozbił się w płytkiej wodzie. Z 43 osób (4-osobowa załoga i 39 pasażerów) zginęło 41 osób, uratowano dwóch pasażerów.

## Przyczyny
Przyczyną wypadku była ograniczona widoczność z powodu ciężkich opadów deszczu, przez co pilot nie zauważył, że samolot leci zbyt nisko.